# Zagreb Open 2024
Il Zagreb Open 2024 è stato un torneo maschile di tennis professionistico. È stata la 19ª edizione del torneo, facente parte della categoria Challenger 75 nell'ambito dell'ATP Challenger Tour 2024, con un montepremi di 73 000 €. Si è giocato dal 3 al 9 giugno 2024 sui campi in terra rossa del Maksimir tennis centre di Zagabria, in Croazia.

## Partecipanti

### Teste di serie
| Nazionalità          | Giocatore                 | Ranking* | Testa di serie |
| -------------------- | ------------------------- | -------- | -------------- |
| Bosnia ed Erzegovina | Damir Džumhur             | 128      | 1              |
| Stati Uniti          | Nicolas Moreno de Alboran | 130      | 2              |
| Spagna               | Oriol Roca Batalla        | 164      | 3              |
| Argentina            | Marco Trungelliti         | 169      | 4              |
| Francia              | Quentin Halys             | 187      | 5              |
| Argentina            | Genaro Alberto Olivieri   | 188      | 6              |
| Rep. Dominicana      | Nick Hardt                | 193      | 7              |
| Portogallo           | Henrique Rocha            | 203      | 8              |
| Croazia              | Dino Prižmić              | 204      | 9              |

* Ranking al 27 maggio 2024.

### Altri partecipanti
I seguenti giocatori hanno ricevuto una wild card per il tabellone principale:
- Matej Dodig
- Roko Horvat
- Luka Mikrut

Il seguente giocatore è entrato in tabellone con il ranking protetto:
- Nicolás Álvarez Varona

Il seguente giocatore è entrato in tabellone come alternate:
- Rio Noguchi

I seguenti giocatori sono passati dalle qualificazioni:
- Carlos Taberner
- Alexey Zakharov
- Guy den Ouden
- Gastão Elias
- Mathys Erhard
- Nino Serdarušić

## Punti e montepremi
| Torneo    | Torneo              | V     | F     | SF    | QF    | 2T    | 1T  | Q | Q2  | Q1  |
| Singolare | Punti               | 75    | 44    | 22    | 12    | 6     | 0   | 4 | 2   | 0   |
| Singolare | Premi in denaro (€) | 9 880 | 5 820 | 3 450 | 2 000 | 1 165 | 720 | – | 360 | 185 |
| Doppio    | Punti               | 75    | 44    | 22    | 12    | –     | 0   | – | –   | –   |
| Doppio    | Premi in denaro (€) | 4 250 | 2 450 | 1 480 | 880   | –     | 500 | – | –   | –   |

## Campioni

### Singolare
Damir Džumhur hanno sconfitto in finale  Luka Mikrut con il punteggio di 7–5, 6–0.

### Doppio
Jonathan Eysseric /  Quentin Halys hanno sconfitto in finale  Alexandru Jecan /  Henrique Rocha con il punteggio di 6–4, 6–4.